# Marcgravia tobagensis
Marcgravia tobagensis là một loài thực vật có hoa trong họ Marcgraviaceae. Loài này được Urb. mô tả khoa học đầu tiên năm 1916.